# Велоінфраструктура України

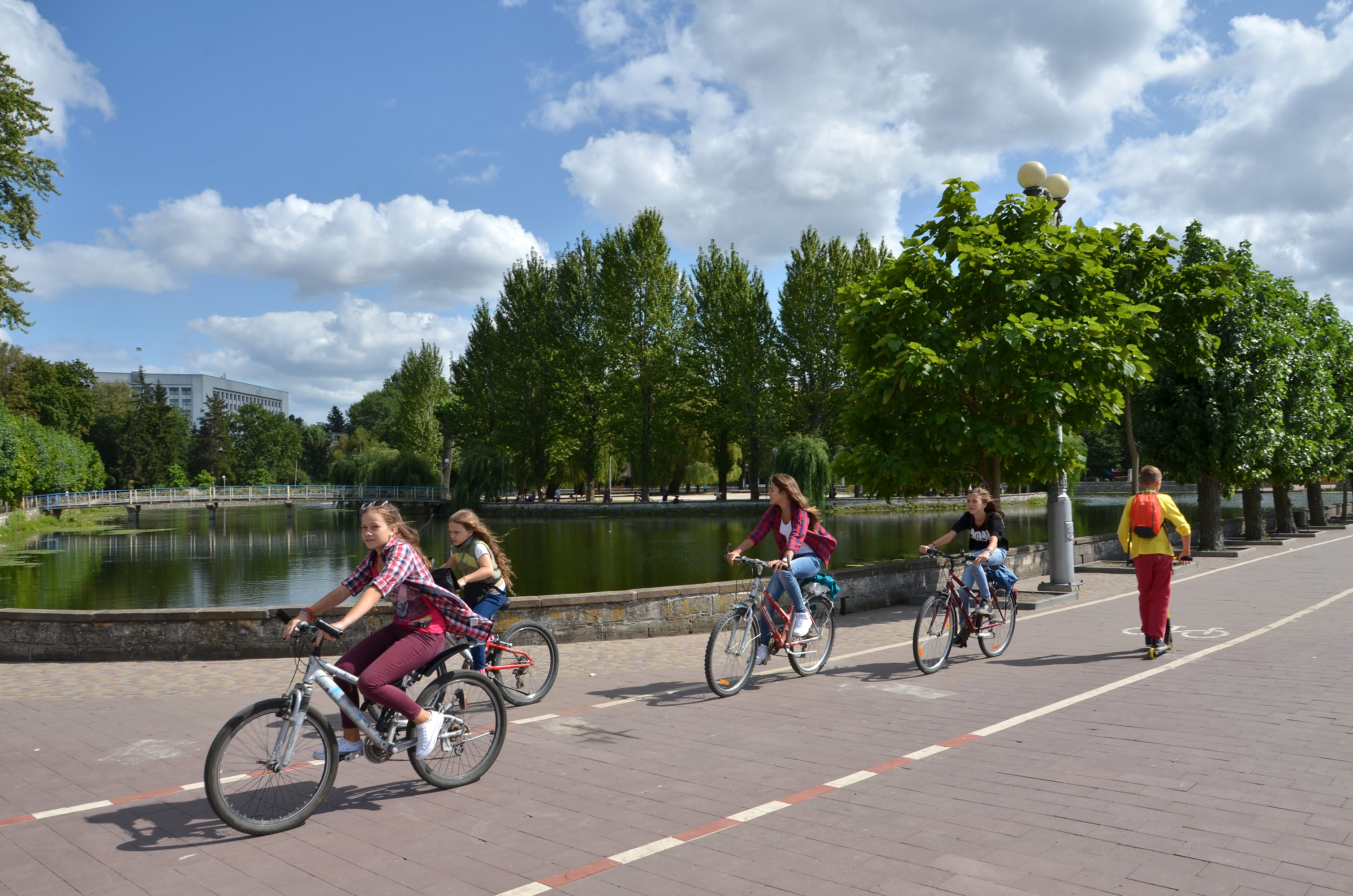
Велодоріжка в Тернополі

Велоінфраструктура — сукупність засобів, елементів вуличної мережі, споруд та малих архітектурних форм, що призначені для користувачів велосипедів та за допомогою яких забезпечується функціонування велосипедного транспорту.

## Історія розвитку
З кінця XIX століття, з часу зародження велоруху в Україні, що збігається з часом винайдення велосипеда, велосипедисти рухалися дорогами загального призначення. Перший велосипед з'явився у Львові в 1867 році, а в Києві в 1869 році. В той час автомобільний рух був неінтенсивним, тому потреби в окремих доріжках для велосипедистів не було. На Галичині на початку ХХ сторіччя на один автомобіль припадало 50 велосипедів.
З середини до кінця ХХ сторіччя у великих містах України велорух був не дуже активним, оскільки все більшої популярності набували автомобілі. В той же час, в невеликих містах велорух зберігав свої позиції, оскільки долати невеликі відстані найзручніше саме велосипедом, в той час як автомобіль був доступний далеко не всім мешканцям цих міст. З середини 2000-них користування велосипедом у великих містах знову почало набувати популярності. Впродовж 2010-их років міста України розпочали розбудову велосипедної інфраструктури.
В багатьох містах з'явились спеціальні органи чи посадовці, які відповідають за розвиток велоінфраструктури в місті. Київ, Львів, Хмельницький, Луцьк, Вінниця, Тернопіль, Кременчук, Черкаси мають радників міського голови з питань розвитку велоінфраструктури, в Полтаві в 2015 році створена Робоча група з питань велоінфраструктури.
Лобіюють побудову велосипедної інфраструктури також громадські організації, такі як ГО «Київ — Велосипедне місто» [Архівовано 3 грудня 2017 у Wayback Machine.], ГО «Львівська асоціація велосипедистів», ГО «Асоціація велосипедистів Києва», ГО «Міські реформи» (Харків), ГО «СітіЛаб» (Полтава), Ukrainian Bike Family (Харків), ГО "Урбан-рух «Запоріжжя велосипедне», ГО «ВелоВектор» (Одеса), ГО «Вело-Франківськ», тощо.
Ряд міст має спеціальні концепції розвитку велоінфраструктури, зокрема такі документи має Львів (ухвалено в 2010-му), Івано-Франківськ (ухвалено в 2014-му), Одеса (ухвалено в 2015-му), Полтава (ухвалено в 2016-му), Київ (ухвалено у 2018 році) Харків, Кривий Ріг, Запоріжжя.
Станом на кінець 2017 року в Українських містах збудована значна кількість велосипедних доріжок, а саме: у Львові — більше 100 км, у Вінниці — 39 км, у Києві — 58 км (за даними громадської організації «Київ — Велосипедне місто» [Архівовано 7 січня 2018 у Wayback Machine.]), у Харкові — 8 км, у Івано-Франківську — 7 км, в Одесі — 6 км.

## Типи велоінфраструктури

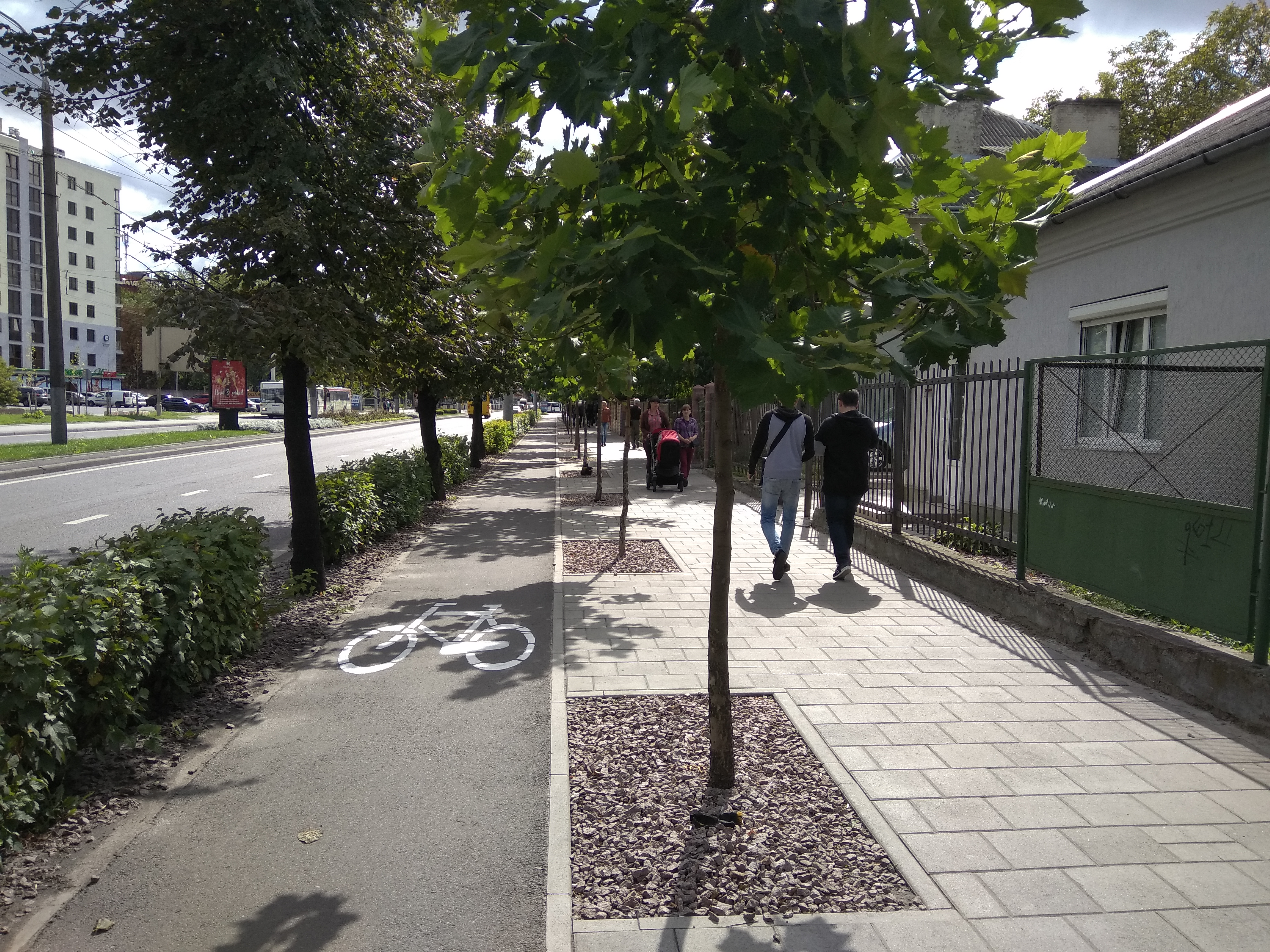
Велодоріжка та розмітка 1.29 у Львові

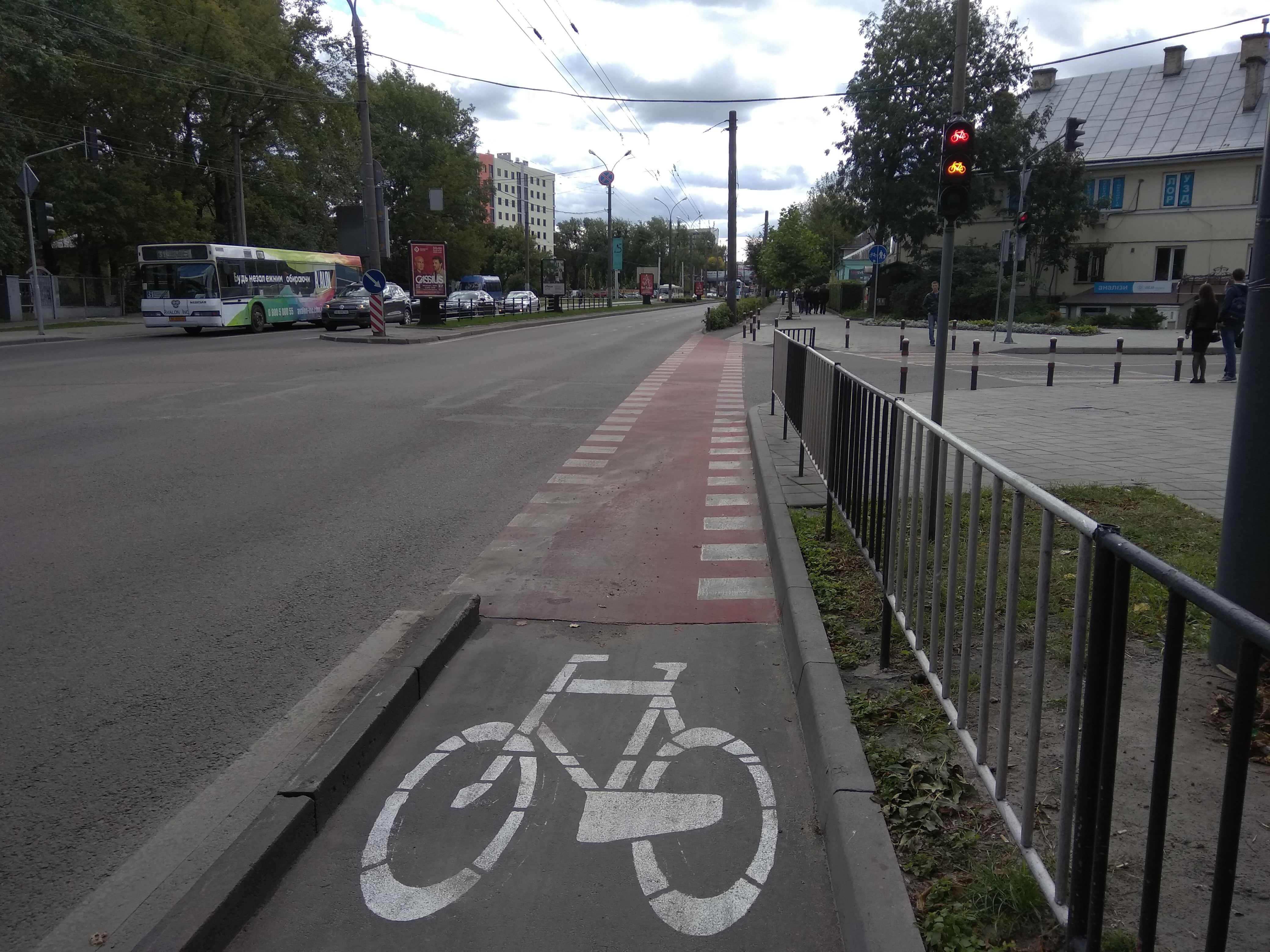
Велосвітлофор у Львові

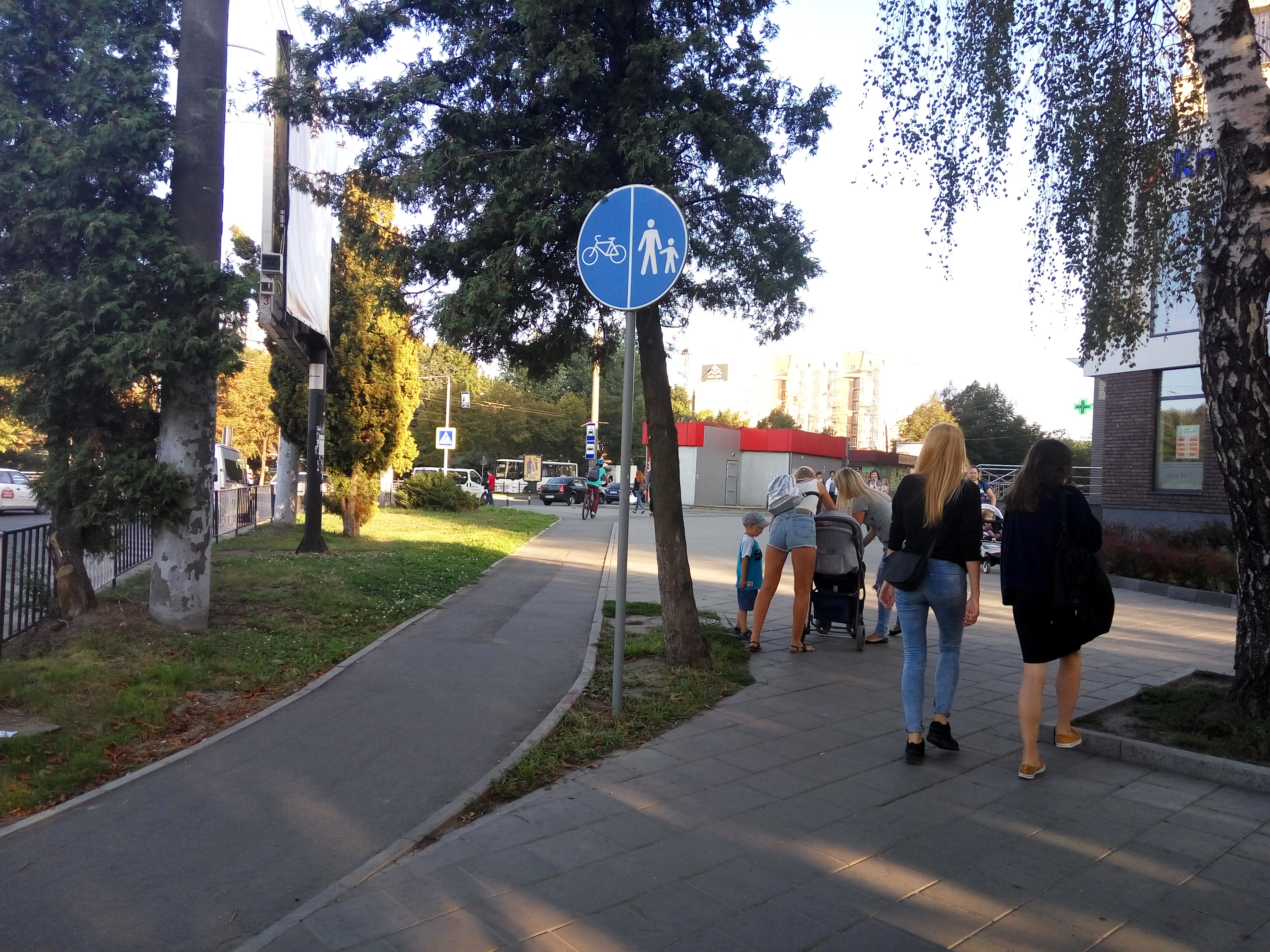
Велодоріжка та дорожній знак 4.22 у Львові

Велодоріжка та розмітка 1.15 у Львові

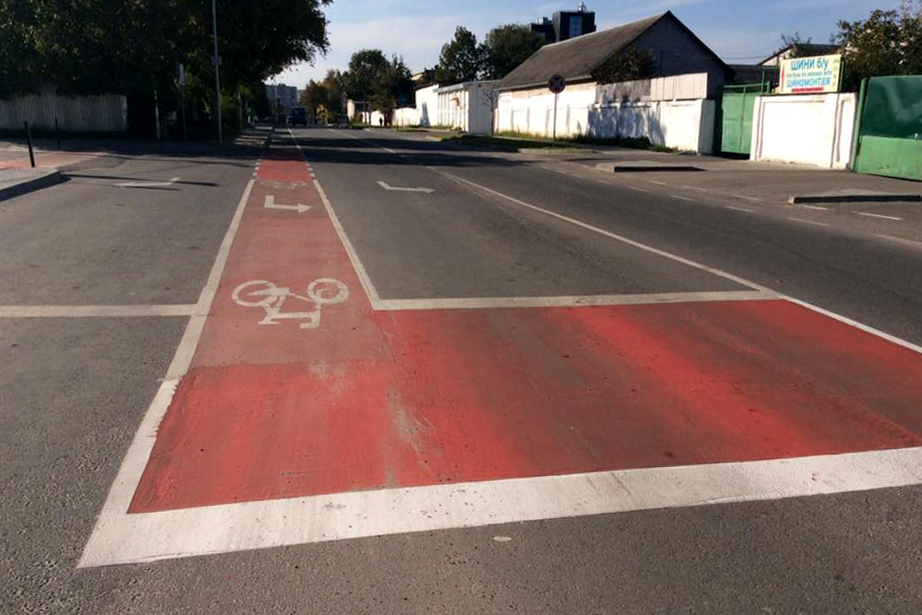
Велошлюз у Львові

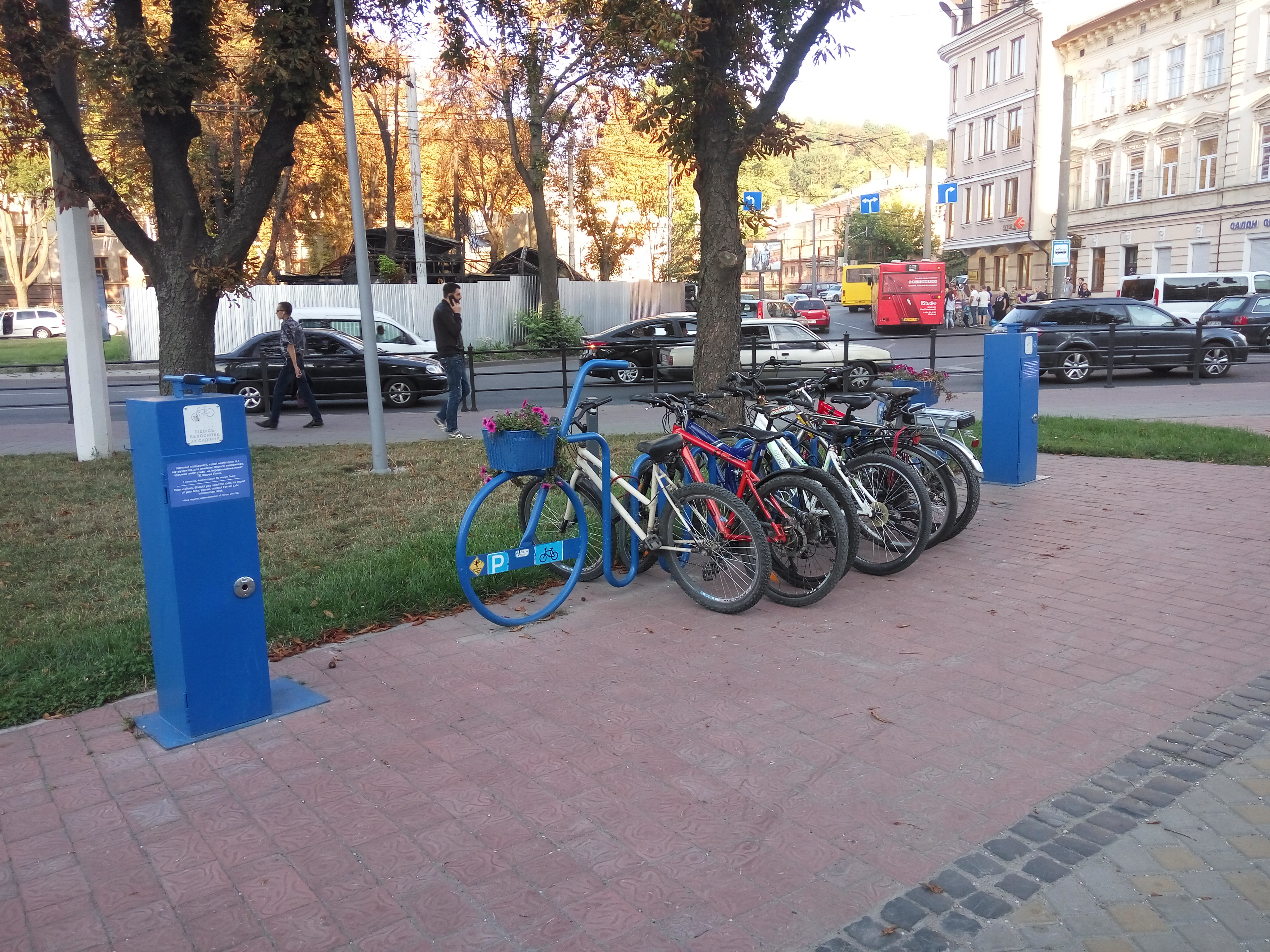
Велопарковка у Львові

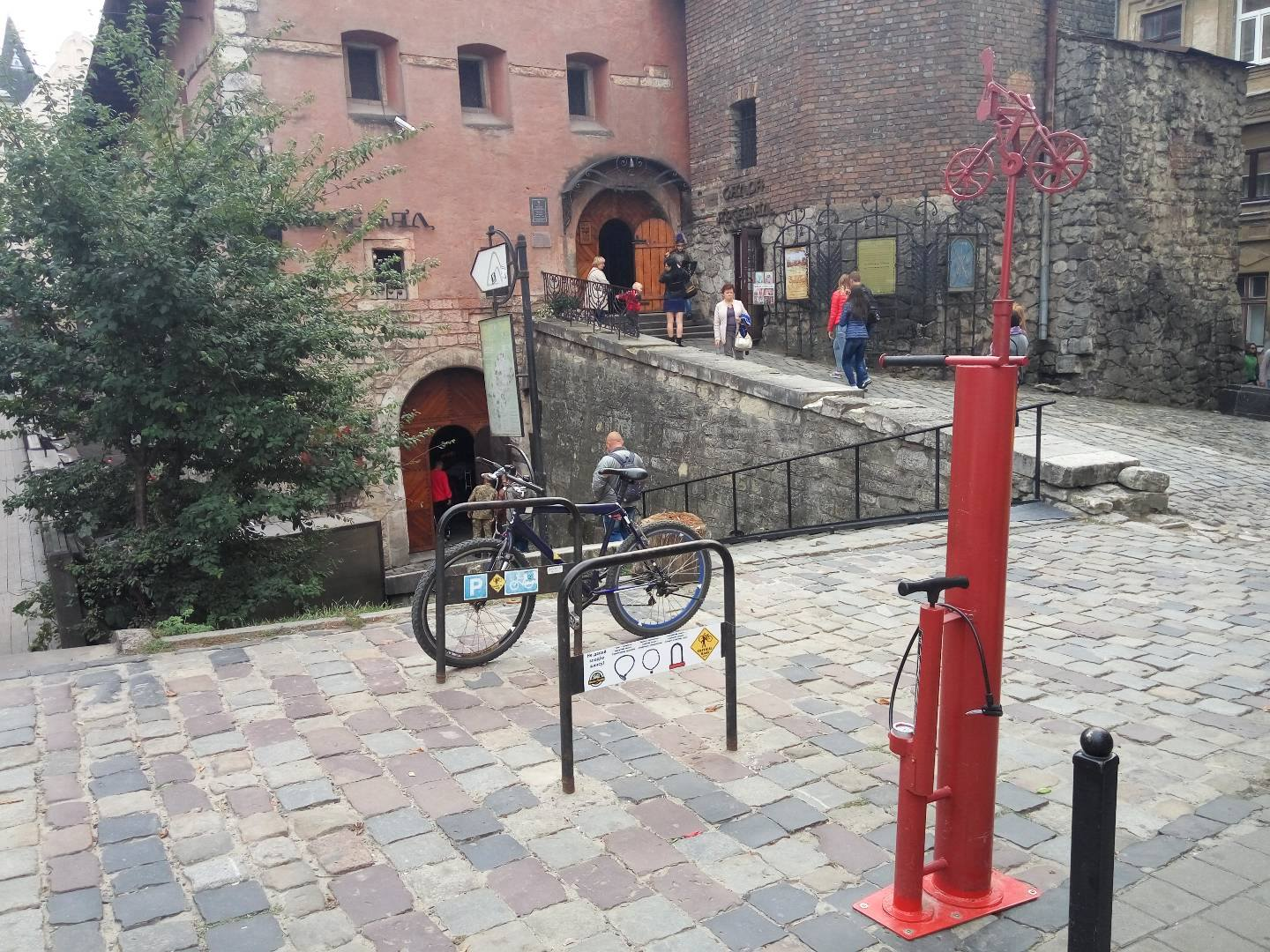
Cтійка з сервісним інструментом у Львові

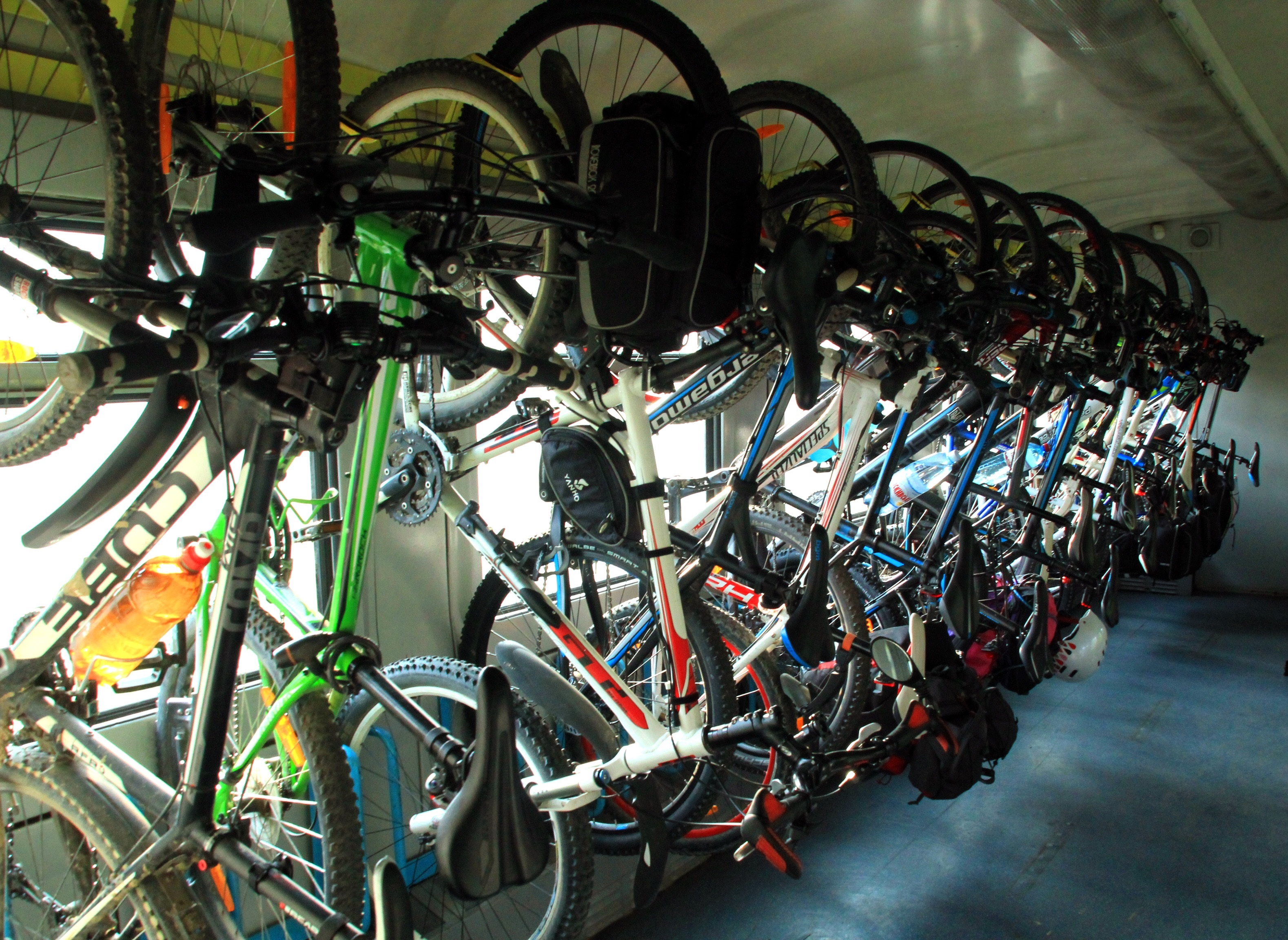
Веловагон Львівської залізниці

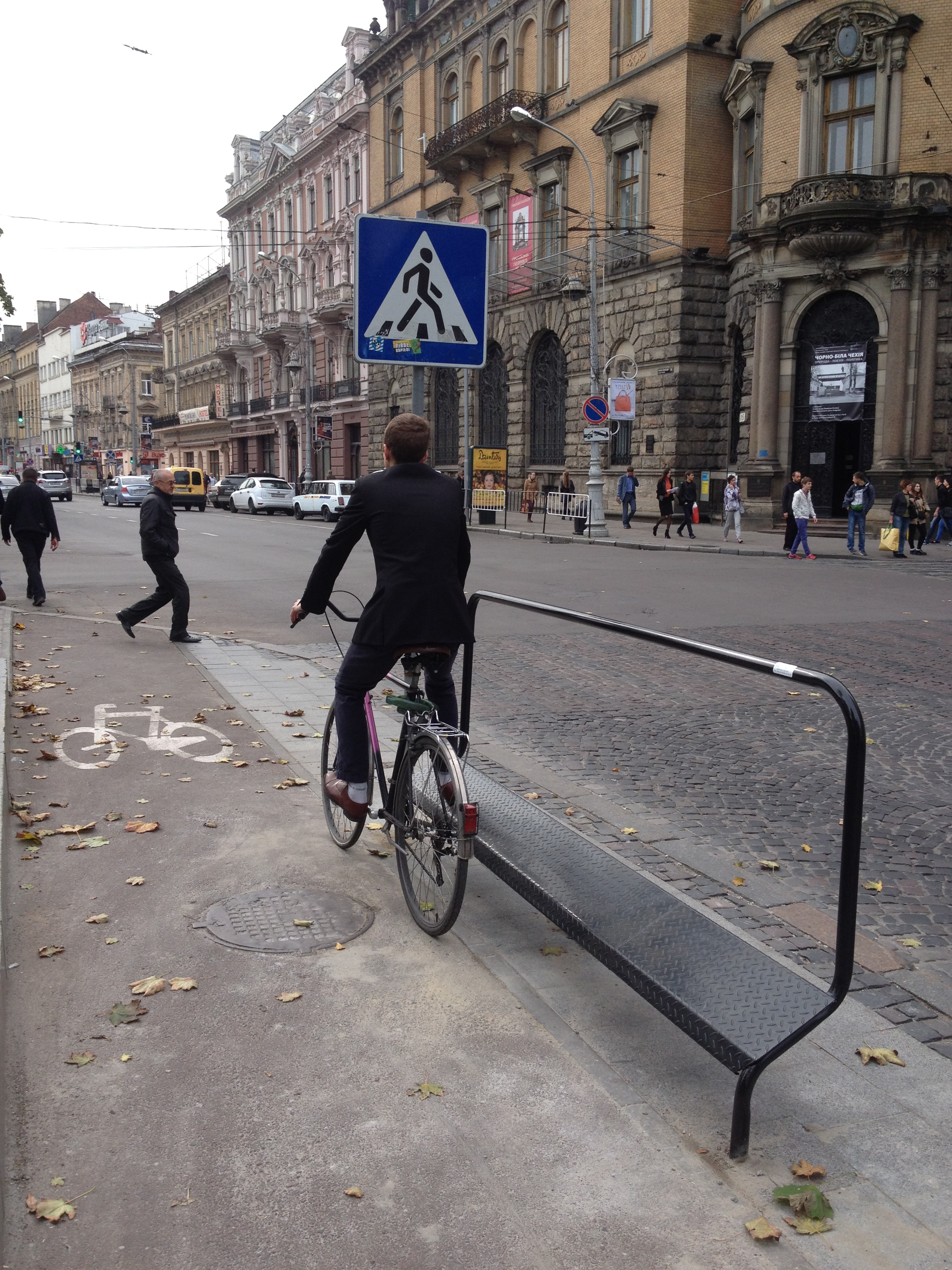
Велоопора у Львові

До велосипедної інфраструктури можна віднести такі категорії:
1) Ділянки для пересування велосипедом:
- доріжки для велосипедистів;
- суміжні пішохідна та велосипедна доріжки;
- доріжки для пішоходів і велосипедистів;
- велосмуги;
- контрсмуги.
- виділені смуги для громадського транспорту з суміжним велосипедним рухом.

2) Елементи проектування вулиць:
- пониження бордюрів;
- пандуси та рампи;
- підвищені переїзди та перехрестя;
- підйомники та ліфти.

3) Засоби організації дорожнього руху:
- дорожні знаки;
- світлофори;
- дорожня розмітка;
- напрямні пристрої.

4) Малі архітектурні форми:
- велопарковки;
- велоопори;
- стійки з сервісним інструментом.

5) Об'єкти сервісу:
- пункти зберігання велосипедів;
- станції технічного обслуговування;
- пункти велосипедного прокату;
- веломийки.

6) Споруди для занять спортом та активного відпочинку:
- байк-парки;
- скейт-парки;
- велотреки.

7) Засоби для транспортування велосипедів в громадському транспорті:
- веловагони;
- кріплення для велосипедів у салоні громадського транспорту;
- кріплення для велосипедів на корпусі громадського транспорту.

8) Інженерні споруди:
- мости;
- тунелі;
- розв'язки;
- підпірні стінки.

9) Навігація:
- вказівники маршрутів;
- інформаційні стенди.

10) Елементи благоустрою:
- освітлення велошляхів;
- смітники для велосипедистів;
- місця для відпочинку велосипедистів;
- озеленення вздовж велодоріжок.

## Дорожні знаки
Для регулювання руху велосипедистів, крім дорожніх знаків, що стосуються всіх учасників руху, існують дорожні знаки, що стосуються саме велосипедистів:
| Зображення | Номер та назва знаку за ДСТУ 4100-2014         | Категорія             |
| ---------- | ---------------------------------------------- | --------------------- |
|            | 1.34. Виїзд велосипедистів                     | Попереджувальні знаки |
|            | 3.8. Рух на велосипедах заборонено             | Заборонні знаки       |
|            | 4.12. Доріжка для велосипедистів               | Наказові знаки        |
|            | 4.14. Доріжка для пішоходів і велосипедистів   | Наказові знаки        |
|            | 4.22. Суміжні пішохідна та велосипедна доріжки | Наказові знаки        |
|            | 7.5.7. Вид транспортного засобу (велосипед)    | Додаткові знаки       |

Крім цього, дорожні знаки, що стосуються велосипедистів були запроваджені в 2017 році на місцевому рівні у Львові. Йдеться про інформаційні таблички, що позначають напрям руху велодоріжкою.

## Дорожня розмітка
В Україні для ознакування велодоріжок та велосмуг використовують таку дорожню розмітку:
| Зображення | Номер за ДСТУ 2587:2010 | Призначення |
| ---------- | ----------------------- | --- |
|            | 1.1                     | Позначення смуг руху, розділення транспортних потоків. Позначення меж покриття, місць для стоянки ДТЗ, майданчиків для паркування, краю проїзної частини (крайова лінія) на дорогах II—IV категорій згідно з ДБН В.2.3-4 |
|            | 1.5                     | Позначення смуг руху, розділення транспортних потоків |
|            | 1.15                    | Позначення місць, де проїзну частину перетинає доріжка для велосипедистів |
|            | 1.18                    | Позначення напрямків руху по смугах |
|            | 1.29                    | Позначення доріжки для велосипедистів |